# Craig Porter Jr.
Craig Porter Jr., né le  26 février 2000 à Terre Haute dans l'Indiana, est un joueur américain de basket-ball évoluant au poste de meneur.

## Biographie

### Carrière professionnelle

#### Cavaliers de Cleveland (depuis 2023)
Il signe un contrat two-way avec les Cavaliers de Cleveland fin juin 2023. Son contrat two-way est converti en un contrat standard de quatre saisons en février 2024.

## Palmarès et distinctions individuelles

### Universitaire
- Third-team All-AAC (2023)
- NJCAA national champion (2019)

## Statistiques

### Universitaires
Les statistiques universitaires de Craig Porter Jr sont les suivantes :
| Saison    | Équipe   | Matchs | Titul. | Min./m | % Tir | % 3pts | % LF | Rbds/m. | Pass/m. | Int/m. | Ctr/m. | Pts/m. |
| --------- | -------- | ------ | ------ | ------ | ----- | ------ | ---- | ------- | ------- | ------ | ------ | ------ |
| 2020-2021 | Wichita  | 19     | 2      | 12,9   | 38,9  | 40,0   | 58,8 | 2,10    | 1,50    | 0,40   | 0,40   | 2,10   |
| 2021-2022 | Wichita  | 25     | 24     | 26,9   | 42,6  | 34,1   | 73,5 | 4,90    | 3,60    | 1,60   | 1,10   | 7,30   |
| 2022-2023 | Wichita  | 31     | 30     | 33,7   | 47,8  | 36,3   | 68,5 | 6,20    | 4,90    | 1,50   | 1,50   | 13,50  |
| Carrière  | Carrière | 75     | 56     | 26,2   | 45,6  | 35,8   | 69,0 | 4,70    | 3,60    | 1,30   | 1,10   | 8,60   |

## Records sur une rencontre en NBA
Les records personnels de Craig Porter Jr en NBA sont les suivants, :
| Type de statistique        | Saison régulière | Saison régulière        | Saison régulière |
| Type de statistique        | Record           | Adversaire              | Date             |
| -------------------------- | ---------------- | ----------------------- | ---------------- |
| Points                     | 21               | Nuggets de Denver       | 19 novembre 2023 |
| Paniers marqués            | 7                | Nuggets de Denver       | 19 novembre 2023 |
| Paniers tentés             | 12               | 2 fois                  | 2 fois           |
| Paniers à 3 points réussis | 2                | Heat de Miami           | 22 novembre 2023 |
| Paniers à 3 points tentés  | 5                | Heat de Miami           | 22 novembre 2023 |
| Lancers francs réussis     | 7                | Nuggets de Denver       | 19 novembre 2023 |
| Lancers francs tentés      | 7                | Nuggets de Denver       | 19 novembre 2023 |
| Rebonds offensifs          | 2                | Nuggets de Denver       | 19 novembre 2023 |
| Rebonds défensifs          | 3                | 4 fois                  | 4 fois           |
| Rebonds totaux             | 4                | 2 fois                  | 2 fois           |
| Passes décisives           | 9                | @ 76ers de Philadelphie | 21 novembre 2023 |
| Interceptions              | 2                | 2 fois                  | 2 fois           |
| Contres                    | 2                | Heat de Miami           | 22 novembre 2023 |
| Balles perdues             | 4                | Heat de Miami           | 22 novembre 2023 |
| Minutes jouées             | 35               | Heat de Miami           | 22 novembre 2023 |

- Double-double : 0
- Triple-double : 0

Dernière mise à jour : 22 novembre 2023